# Harold Neville Vazeille Temperley
Harold Neville Vazeille Temperley, genannt Neville, (* 4. März 1915 in Cambridge; † 27. März 2017) war ein britischer theoretischer Physiker und Angewandter Mathematiker. Er befasste sich vor allem mit der statistischen Mechanik von Gittergasen.
Er ist der Sohn des Historikers Harold Temperley. Er studierte an der Universität Cambridge, an der er 1937 den Bachelor-Abschluss erhielt und 1939 den Smith-Preis. Er arbeitete beim Atomic Energy Research Establishment in Aldermaston an Unterwasserexplosionen. 1965 wurde er Professor für Angewandte Mathematik an der Swansea University (Antrittsvorlesung: Mathematics and the Real World), an der er 1982 emeritierte. Er leitete dort die Abteilung Angewandte Mathematik.
Aus seiner Beschäftigung mit statistischer Mechanik ergab sich auch eine Beschäftigung mit Kombinatorik und Graphentheorie. Nach ihm und Elliott Lieb sind Temperley-Lieb-Algebren benannt, die beide 1971 einführten.
1992 erhielt er die Rumford Medal der Royal Society.
Seine Enkelin ist die Modedesignerin Alice Temperley (* 1975).

## Schriften
- Herausgeber mit John Shipley Rowlinson, G. S. Rushbrooke Physics of simple liquids, North Holland 1968
- mit D. H. Trevena Liquids and their properties : a molecular and macroscopic treatise with applications, Ellis Horwood, Halstead Press 1978
- Graph theory and applications, Ellis Horwood, Halstead Press 1981
- Changes of state; a mathematical-physical assessment, London 1956
- Properties of Matter, London University Tutorial Press 1953, 1961
- A scientist who believes in God, London 1961
- mit Michael E. Fisher: Dimer problem in statistical mechanics— an exact result, Philos. Magazine, Band 6, 1961, S. 1061–1063